# Bati Kot
Bati Kot är ett distrikt i Afghanistan. Det ligger i provinsen Nangarhar, i den östra delen av landet, 150 kilometer öster om huvudstaden Kabul.
Distriktet beräknades år 2022 ha cirka 89 000 invånare.